# Brachypelma
Brachypelma är ett släkte av spindlar i familjen fågelspindlar (Theraphosidae).

## Taxonomi
Släktet omfattar följande arter:
- Brachypelma albiceps Pocock, 1903
- Brachypelma albopilosum Valerio, 1980
- Brachypelma andrewi Schmidt, 1992
- Brachypelma angustum Valerio, 1980
- Brachypelma auratum Schmidt, 1992
- Brachypelma aureoceps (Chamberlin, 1917)
- Brachypelma baumgarteni Smith, 1993
- Brachypelma boehmei Schmidt & Klaas, 1993
- Brachypelma embrithes (Chamberlin & Ivie, 1936)
- Brachypelma emilia (White, 1856)
- Brachypelma epicureanum (Chamberlin, 1925)
- Brachypelma fossorium Valerio, 1980
- Brachypelma hamorii Tesmoingt, Cleton & Verdez, 1997
- Brachypelma kahlenbergi Rudloff, 2008
- Brachypelma klaasi (Schmidt & Krause, 1994)
- Brachypelma ruhnaui (Schmidt, 1997)
- Brachypelma sabulosum (F. O. P.-Cambridge, 1897)
- Brachypelma schroederi Rudloff, 2003
- Brachypelma smithi (F. O. P.-Cambridge, 1897)
- Brachypelma vagans (Ausserer, 1875)
- Brachypelma verdezi Schmidt, 2003